# Jan II. Holandský
Jan II. Holandský (1247 – 22. srpna 1304, Valenciennes), hrabě z Henegavy, Holandska a Zeelandu.

## Život
Jan II. se narodil roku 1247 jako nejstarší syn Jana I. z Avesnes a Adély Holandské, dcery Florise IV. Holandského. V roce 1280 se stal henegavským hrabětem a v roce 1299 holandským hrabětem. Jan pokračoval ve válce mezi rodem Dampierre a Avesnes proti hraběti Guyovi Flanderskému pro císařské Flandry.
V roce 1299, se stal, po smrti Jana I. Holandského, přes svou matku Adélu Holandskou, holandským hrabětem. Personální unie mezi Henegavskem, Holandskem a Zeelandem, kterou založil, trvala ještě další půl století. Jeho bratranec, Floris V. Holandský, bojoval proti Flandrám na straně Zeelandu. Požádal proto o pomoc Francii. Francouzi porazili Vlámy v roce 1300 a 1301. Rebelové v Zeelandu byli poraženi stejně. Janův bratr, Guy z Avesnes, se stal biskupem z Ultrechtu. Takže všichni jeho úhlavní nepřátelé byli pryč.
Vše se dramaticky změnilo po vlámském povstání a porážce francouzské armády v bitvě u Courtrai v roce 1302, kde byl zabit Janův nejstarší syn. Vlámští vlastenci napadli Henegavsko a Zeeland podporováni nespokojeným obyvatelstvem. Guy z Namuru porazil Janova syna, Viléma, v bitvě na ostrově Duiveland. Biskup Guy z Ultrechtu byl zajat. Guy z Namuru a vévoda Jan II. Brabantský si podmanili většinu Ultrechtu, Zeelandu a Holandska. Guy z Namuru byl nakonec poražen v roce 1304 a to holandským a francouzským loďstvem v námořní bitvě u Zierikzee. Jan II. získal většinu jeho autority, když ještě toho roku zemřel.

## Rodina
V roce 1270 se oženil s Filipou Lucemburskou, dcerou Jindřicha V. Lucemburského a Markéty z Baru. Měli spolu několik dětí:
1. Jan
2. Jindřich
3. Vilém III. Holandský
4. Jan z Beaumontu
5. Markéta
6. Adéla Henegavská
7. Isabela
8. Johana
9. Marie z Avesnes
10. Matylda
11. Vilém